# Institution
|  | Wiktionary har en ordboksartikel om institution. |

Ordet institution har ungefär samma innebörd i de olika kontexter det förekommer i. Det står för komplexa strukturer som består av människor, idéer, traditioner (eller andra byggnader och infrastrukturer). Dessa understödjer verksamheterna där de ingår. Institutioner som skapats av tidigare institutioner kan till synes te sig abstrakta, exempelvis olika lagar, idéer och kulturyttringar. Men de fungerar i praktiken väldigt handfast och styr delar av våra samhällen mycket effektivt:
- en organisation, ordnandet av olika delar till inbördes samverkan, eller en större sammanslutning (till exempel bolag, facklig organisation, förening)
- en organisatorisk enhet inom en högskola eller ett universitet, se institution (akademisk)
- en (ibland nedsättande) benämning på till exempel behandlingshem eller boende för pensionärer
- en inrättning, en stiftelse
- inom samhällsvetenskapen en benämning på de normer och regler som strukturerar mänskligt handlande till bestående eller återkommande beteendemönster (se samhällsinstitution)
- inom historisk och historiskt inriktad samhällsvetenskap en benämning på bestående och återkommande tankemönster (till exempel Thorstein Veblens institutioner habits of thought  och institutionalism)
- inom Europeiska unionen (EU) finns sju institutioner, se Europeiska unionens institutioner.